# Хамсе
„Хамсе“ (на персийски: خمسه – Петте) или Пандж гандж (на персийски: پنج گنج – Пет съкровища) е сборник от пет поеми на персийския поет Низами Ганджеви. Сборникът е съставен след смъртта на Низами, поемите в него са написани в стила маснави, класическа форма за персийската средновековна литература. Поемите са създадени в периода 1166 – 1200 г. и са посветени на различни местни управители-атабеги. „Хамсе“ на Низами се смята за един от върховете на персийската литература и има голямо влияние върху творчеството на следващите поколения персийски поети.

## История
Петте големи поеми на Низами се обединяват в сборника „Хамсе“ след неговата смърт. Сред значителния брой стигнали до днес ръкописи на „Хамсе“ най-старият е от 1362 г. Той е запазен в негова цялостност и се съхранява в Националната библиотека в Париж. Съществуват и други датирани копия на сборника, но тяхното съдържание не е пълно.
Петте поеми и тяхната традиционна подредба в „Хамсе“ са: „Съкровищница на тайни“, „Хосроу и Ширин“, „Лейля и Маджнун“, „Хафт пейкар“, „Ескандарнаме“. Тази последователност на тяхното създаване се подлага на съмнение, като анализът, основан на идентифицирането на атабегите, на които са посветени поемите, и на датите от текстовете, сочи „Хафт пейкар“ за последно по време произведение. Хронологията на завършването на поемите според този анализ е 1166 г. за „Съкровищница на тайни“, 1176 – 1186 г. за „Хосроу и Ширин“, 1188 г. за „Лейля и Маджнун“, 1194 г. за „Ескандарнаме“ и 1197 г. за „Хафт пейкар“.
При създаването на своите произведения Низами използва като източници фолклорни легенди, исторически хроники и известни литературни произведения на своите предшественици. Последвалото развитие на персийската поезия в значителна степен е повлияно от този труд. Отделните поеми и „Хамсе“ като цяло се превръщат в образец както за персийската, така и за ислямската литература. Своите хамсе създават редица големи имена, като най-известната имитация е хамсе на индийския поет Амир Хосроу Дехлави. Петте негови поеми, написани на персийски език през 1301 – 1302 г., са на същите теми, като тези на Низами. Последната поема в неговия сборник е „Хащ бехещ“ („Осем райски градини“). Написана е в отговор на „Хафт пейкар“ на Низами и съдържа известната в Европа приказка „Тримата принцове на Серендип“.

### Съкровищница на тайни
Поемата съдържа около 2260 двустишия и се състои от 20 глави, съдържащи кратки нравоучителни притчи. Езикът на поемата е сложен, главите се свързват с асоциативни преходи. Поемата е посветена на етични, философски и богословски теми.

### Хосроу и Ширин
Поемата съдържа около 6150 двустишия и се смята за първия шедьовър на Низами. Предполага се, че го създава, повлиян от смъртта на жена си. Влияние оказва и поемата „Вис и Рамин“ на персийския поет от 11 век Фахрадин Горгани. В поемата на Низами се разказва за любовта между сасанидския шах Хосров II Парвиз към арменската принцеса Ширин. В нейната основа е реална история, свързана с исторически личности.

### Лейля и Маджнун
Поемата съдържа около 4600 двустишия. В основата ѝ лежи арабската легенда за нещастна любов на младежа на име Кейс към красавицата Лейля. Кейс е толкова обсебен от своето чувство към Лейля, че получава прозвището Маджнун, което в превод от персийски означава безумен. Поемата на Низами е първата литературна обработка на легендата. Историята в неговото изложение придобива персийска интерпретация на обстоятелствата и характерите. Главните герои са представени като благородници, Маджнун среща Лейля не в пустинята с камилите, а в училище.

### Хафт пейкар
Поемата съдържа около 5130 двустишия. Разказва за живота на сасанидския шах Бахрам V и свързаните с него легенди. Поемата се смята за персийски шедьовър на еротичната поезия. Същевременно тя е дълбоко моралистична и има подчертано нравоучително съдържание. Състои се от две основни части. Едната описва живота на Бахрам и служи като рамка, в която се вгражда втората част с приказки, разказани от седем принцеси. Една от приказките лежи в основата на две известни европейски произведения – операта на Джакомо Пучини „Турандот“ и едноименната пиеса на Карло Гоци.

### Ескандарнаме
Поемата съдържа около 10500 двустишия. Тя е разделена на две части – „Шараф-наме“ („Книга за почит“) и „Икбал-наме“ („Книга за мъдрост“) – и разказва за живота на Александър Македонски. В „Шараф-наме“ той се описва като покорител на света, в „Икбал-наме“ е представен като мислител. В поемата са описват исторически събития, включени са философски разсъждения. Александър Македонски е показан като идеален владетел, милеещ за народа.

## Преводи и издания
Първото съвременно издание на „Хамсе“, съпроводено с анотации, е направено от иранския литературовед Вахид Дастгерди през 1934 г. След 1947 г. няколко критически издания на пълния текст се подготвят от азербайджански учени. През 1985 г. в Москва се публикуват 5 тома с превод на руски. Поемите, събрани в Хамсе, предоставят богатство от сюжети за персийската миниатюра и наред с Шахнаме на Фердоуси имат множество илюстрации.